# Зайцев, Анатолий Максимович
Анатолий Максимович Зайцев (р. 28 января 1942 года, с. Красногорское Красногорского района Алтайского края, РСФСР, СССР) — советский и российский политический деятель.

## Биография
Родился в селе Красногорское Красногорского района Алтайского края в семье колхозников. Член КПСС с 1971 года. Работал маркшейдером в Красноярском крае, в шахте в Прокопьевске. В 1976—78 гг. — секретарь, в 1978—82 гг. — первый секретарь Рудничного райкома КПСС города Прокопьевска. В 1982—85 гг. — второй секретарь Прокопьевского горкома КПСС. В 1985—90 гг. — первый секретарь Беловского горкома КПСС. С 22 сентября 1990 года по 11 ноября 1991 года — первый секретарь Кемеровского обкома КПСС. С 1993 по 2004 год возглавлял региональное отделение КПРФ. Член комитета Кемеровского обкома КПСС .
После 1991 года работал директором фирм «Кузбассимпекс», «Кузбасспромэкспорт», «Фирма НЗ-Мет», «РАТМ-Кузбасс».
Выдвигался кандидатом от КПРФ на думских выборах 2003 года . Являлся доверенным лицом кандидата от КПРФ Грудинина П. Н.. Награждён медалью «За особый вклад в развитие Кузбасса»